# Journal of Applied Mathematics
Journal of Applied Mathematics is een internationaal, aan collegiale toetsing onderworpen wetenschappelijk tijdschrift op het gebied van de toegepaste wiskunde.
De naam wordt in literatuurverwijzingen meestal afgekort tot J. Appl. Math.
Het wordt uitgegeven door Hindawi Publishing Corporation.